# 殷汝耕
殷汝耕（1883年—1947年12月1日），字亦農，出生于福建福州，祖籍浙江温州平陽（今属苍南），中國近代政治人物，曾出任日本扶植的傀儡政权冀東防共自治政府的政务长官。

## 早年
殷汝耕於1883年出生于福建福州，光绪三十年十二月（1905年），官费留學日本（21岁），宣统元年（1909年）入第七高等工科，後加入中國同盟會，曾追隨黃興參加辛亥革命。1913年二次革命失敗以後再赴日本留學。1919年從早稻田大學畢業回國，進入北洋政府財政部裡擔任司長，與殷同、袁良（前北平市長）、程克（前天津市長）並稱日本通四巨頭。殷汝耕也用妻姓，取了个日本名叫井上耕二。

## 參與親日政權
1935年，日本與中國在華北的衝突增加。11月24日，在土肥原賢二慫恿下，冀東「非武裝區」專員殷汝耕宣佈「自治」，成立「冀東防共自治委員會」。殷汝耕出任冀東防共自治政府委員長，宣佈脫離國民政府，並且將通縣、臨榆、撫寧、昌黎、盧龍、遷安、灤縣、樂亭、豐潤等二十二縣納入其轄下，因此被國民政府通緝。冀東防共自治政府殷汝耕為行政長官，以池宗墨任祕書長，下設民政、財政、外交等五廳。國民政府成立冀察政務委員會與殷汝耕等人進行對抗。
1937年3月2日，殷汝耕飛長春面見板垣征四郎，商談擴大偽組織事宜:5377。6月17日，殷汝耕所屬教導隊在冀東玉田縣城北強繳民間自衛槍械，激起人民反抗，參加反抗者共21村:5447。6月21日，殷汝耕由通縣至天津，往見日本華北駐屯軍司令田代皖一郎，議定擴充「保安隊」實力，並重新分配防區:5450。殷汝耕後來在1937年7月29日發生的通州事件中失去了日方的信賴。
1938年2月1日冀東防共自治政府被併入王克敏的中華民國臨時政府。抗戰勝利後，殷汝耕被重慶國民政府以漢奸的罪名逮捕，入押在南京老虎桥监狱，在狱中手抄《金刚经》。

## 处决
1947年被判處死刑。12月1日上午，前冀東自治政府主席殷汝耕在南京老虎桥監獄刑場被枪决:8464。臨刑前寫汪精衛〈飛花〉詩一首：“春來春去有定時，花開花落無盡期，人生代謝亦如此，殺身成仁何所辭。”执行庭设在南京可容万人的朝天宫大殿，这天殿内殿外挤满观看的市民。

## 家族
殷汝耕有一兄長殷汝驪，為北洋政府前財政部次長。汝骊厌恶汝耕，曾对陈铭枢说：“此弟品质极坏，只要有利可图，他就能卖友，甚至会出卖民族。”殷汝驪之子殷之浩為大陸工程公司創辦人，殷之浩之女殷琪曾為台灣高鐵董事長。